# 道の駅霧島
道の駅霧島（みちのえき きりしま）は、鹿児島県霧島市にある国道223号の道の駅である。一帯は霧島神話の里公園として物産館、遊具、観光果樹園等が整備されている。

## 概要
1990年（平成2年）3月9日、鹿児島県知事の土屋佳照が県議会で、鹿児島県総合基本計画戦略プロジェクト「かごしま文化シンフォニー」において、中核施設としての霧島国際音楽ホールなどを建設し、霧島地域の自然を生かす文化ゾーンの霧島国際芸術の森構想を打ち出す。霧島国際芸術の森計画における創造の森エリアの中心的施設として、霧島神話の里公園が計画され、霧島町がふるさと創生事業の1億円を資金として用い、1991年（平成3年）7月25日にオープン。完成していない施設もあったため、一部オープンの祝賀行事が行われた。年末にはグラススキー用の芝ゲレンデが完成。
1992年（平成4年）には、霧島町により霧島神話の里公園ブルーベリー園が造られる。1993年（平成5年）に、ちびっこ広場とパターゴルフ場を建設。1994年（平成6年）に付属の農林畜産課工場で作る特産品や民芸品を販売する食の館が建設され、レストランと物産品販売所が建った事で条件を満たし、1994年（平成6年）4月26日、道の駅として登録される。駐車場や駐車場内の滝などの整備を終え、1996年（平成8年）6月23日には道の駅霧島が全面オープン。総額約22億円。2010年（平成22年）、ドイツ生まれの遊具「ポッカール」10台を鹿児島県初導入。
1991年（平成3年）7月からのオープン1年目から、シーズンの休日に1日約5千人が訪れ、年間約10万人が来場。2005年（平成17年）の年間利用者は約20万人。『九州じゃらん』2005年（平成17年）1月号の道の駅特集では、読者が選んだ満足度ランキングで1位を獲得。

## 施設
道の駅霧島と一体となっている霧島神話の里公園は、霧島神宮から2キロメートル離れた国道223号沿いに位置する、標高約500メートル、約37ヘクタールの丘陵地帯で、新燃岳、霧島連山、眼下に錦江湾、桜島を望み、晴れた日は開聞岳まで見渡せる立地である。国道223号沿いには道の駅霧島の建物「ほっと霧島館」があり、建物内には特産品コーナー「神の幸」の他、テーブル席が70席と座敷が60席のレストランが配置されている。
道の駅霧島駐車場内を抜けた一段高い場所には開園時間内だけ門が開く霧島神話の里公園があり、門を抜けてすぐある駐車場には霧島神宮の宝物として保存されている九つの面「九面」をトーテムポールのようにデザインした柱が設置されており、駐車場の隅にはソフトクリーム販売所にもなっている、付属のブルーベリー園できた自家製のブルーベリーを使用したブルーベリージャムやジュースなどの特産品販売所「よかもん市場」がある。よかもん市場は、さらに上部で行えるグラウンド・ゴルフの受付も行っており、ステックやボールを借りられる。この駐車場からは、階段を昇り上部へ行く事が出来る他、有料で乗れるロードトレイン「ポッポ号」の発着所にもなっており、これに乗って50メートル程上にあるクラブハウスへ行く事も出来る。
階段を昇った先には2階建ての「神話館」があり、1階には有料でニニギノミコトや天照大神など南九州における古事記の物語を解りやすく紹介する、約20分のアニメーション「南九州の神話」で観る事が出来る、最大50人収容可能な映像ホールがあり、2階は無料休憩所「風の見える丘」になっている。神話館の玄関前では、霧島九面太鼓の演奏や地元ミュージシャンの弾き語りなどイベントが行われる事もある。神話館の先にある緩やかな坂を下った先はコンサートなどもできるイベント広場になっているが、イベント等で使用しない日はこの広場を使用し有料でグラウンド・ゴルフも行える。神話館の更に先にはロードトレインの発着所にもなっているクラブハウスがあり、各種チケットを販売している。クラブハウスの周辺ではウサギが飼育されており、近くにはヤギが飼育されている動物村や、モーターカートもある「ちびっこ広場」もある。近くでは他にも、40メートルの斜面をそりで何回でも滑れる有料の「ファンシースライダー」、18ホールある有料のパターゴルフができる。
クラブハウス前の広場には、様々な者の寄せ書きが書かれた白いロードトレインが置かれており、広場からは有料の遊覧リフトで標高670メートルの頂上まで行ける。頂上は展望広場になっており、本物が山頂にある高千穂峰をバックにして天逆鉾のレプリカが立っている。展望広場には坂本龍馬とお龍の顔ハメ看板があるが、2014年（平成26年）12月24日放送のナニコレ珍百景では、その穴から高千穂峰を覗くと、お龍の顔の部分に山の模様が重なり偶然にも人の顔のように見えるという内容が、KKB鹿児島放送から投稿されダイサイゴーもその応援として出演し、珍百景登録となった。
頂上の展望広場からは、そりで斜面の長さが約390メートルあるコンクリートの溝を一気に滑り下りるスーパースライダーや、3個の小さな車輪が縦に並び、ハンドルには減速ブレーキが付いている、アルミニウム製の車体56センチ、重さ3キロの小さな乗り物に乗車し斜面を滑り降りる乗り物で、高低差80メートル、全長630メートルある芝ゲレンデを最高時速20～30キロメートルで滑り降りる「ポッカール」が楽しめる。
道の駅霧島から国道223号を挟んだ向かい側には、60アールの農園に約1600本のブルーベリーが無農薬栽培され、観光農園形式で運営されている入園無料の「霧島神話の里公園ブルーベリー園」があり、7月中旬から8月末までブルーベリー狩りを楽しめる。
- 駐車場
  - 普通車：250台
  - 大型車：10台
  - 身障者用：2台
- トイレ
  - 男：大 3器（1器）、小 8器（2器）
  - 女：8器（2器）
  - 身障者用：2器（1器）

※（）内は、24時間利用可能
- 公衆電話
- 公衆FAX
- レストラン「神の蔵」（10:00 - 17:00）
- 物産館「神の幸」（9:00 - 17:00）
- 霧島神話の里公園
  - よかもん市場
  - 神話館
  - イベント広場
  - 動物村
  - ちびっこ広場
  - クラブハウス
  - ファンシースライダー場
  - パターゴルフ場
  - スーパースライダー
  - ポッカール用・人工ゲレンデ
  - 展望広場
- 霧島神話の里公園ブルーベリー園

## 休館日
- 年中無休（レストランのみ年末年始）

## アクセス
- 国道223号 - 登録路線

## 周辺
- 霧島神宮
- 霧島川
  - 霧島第一発電所
  - 霧島第二発電所
- 千里ヶ滝
- 烏帽子岳
- 霧島温泉郷